# Lärkslemskivling
Lärkslemskivling (Gomphidius maculatus) är en svampart som först beskrevs av Giovanni Antonio Scopoli, och fick sitt nu gällande namn av Elias Fries 1838. Lärkslemskivling ingår i släktet Gomphidius och familjen Gomphidiaceae.  Arten är reproducerande i Sverige. Inga underarter finns listade i Catalogue of Life.

## Källor

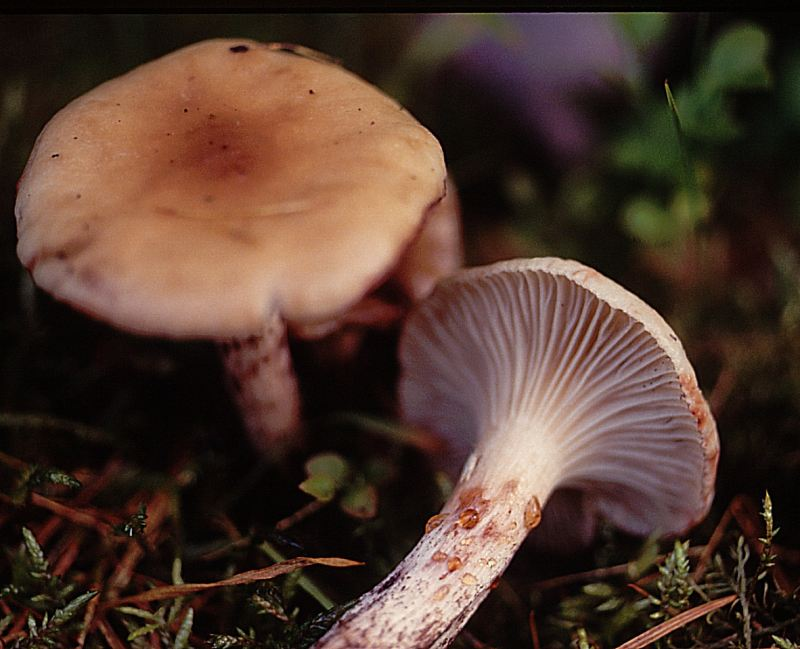
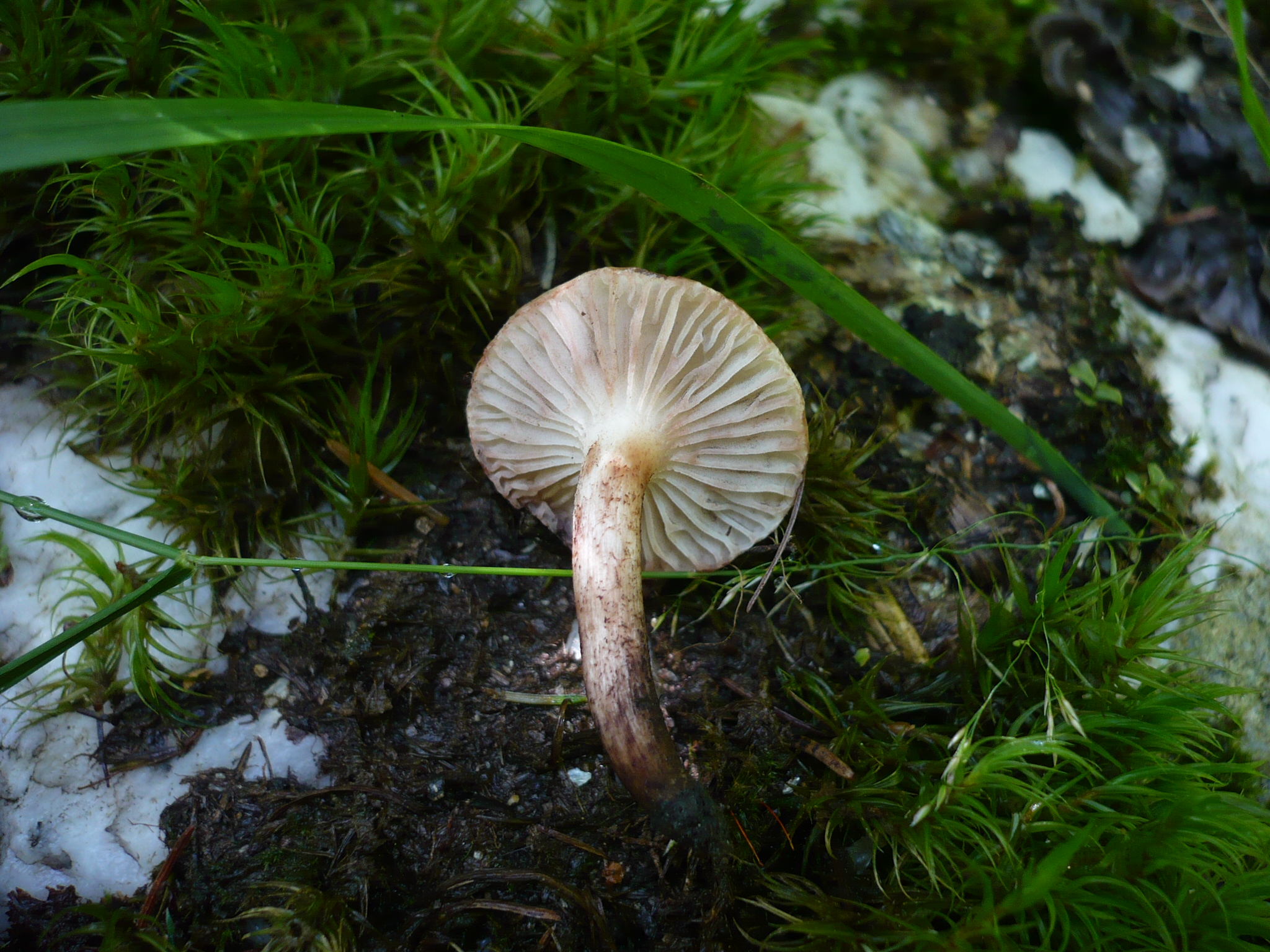
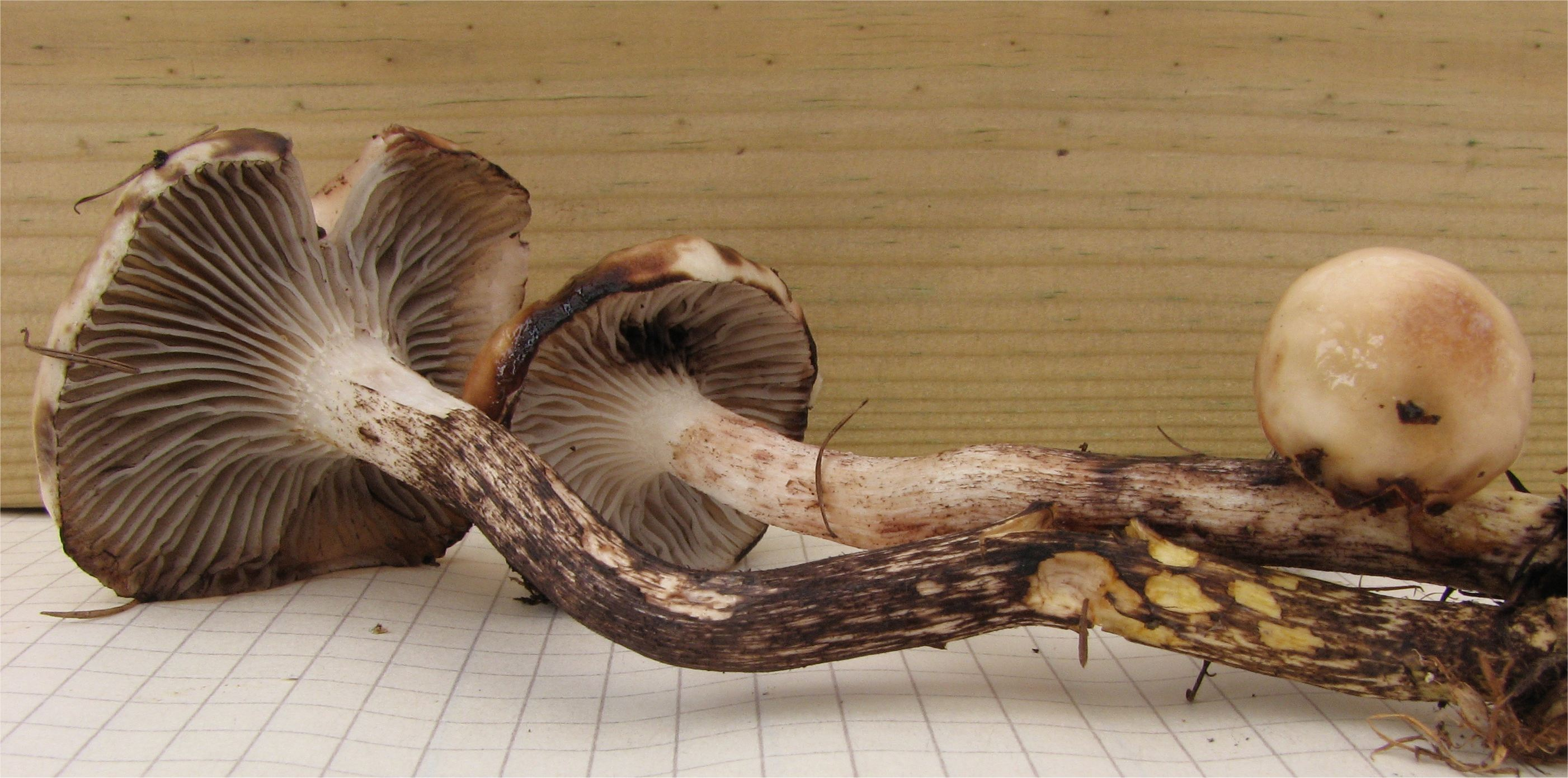
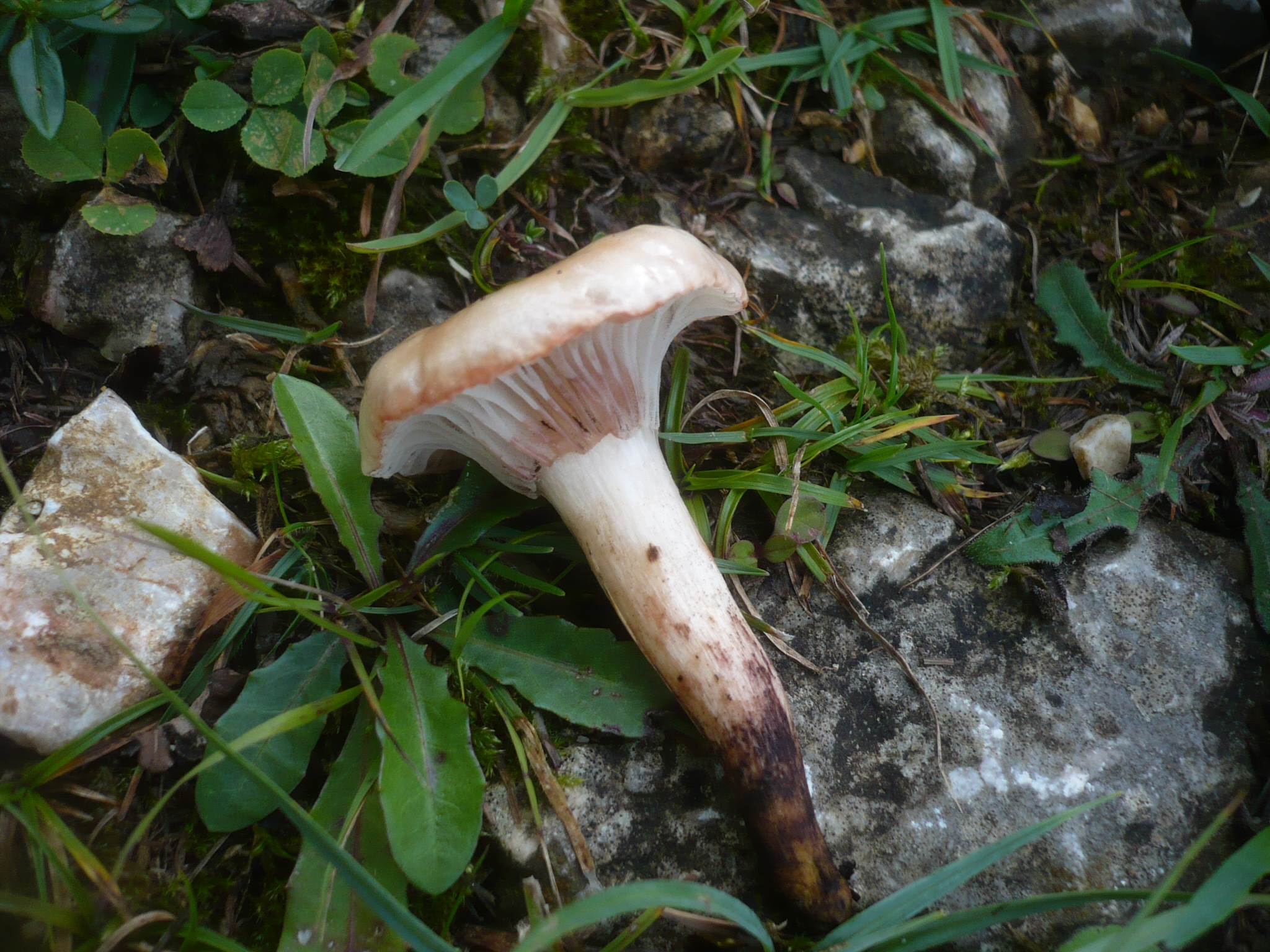
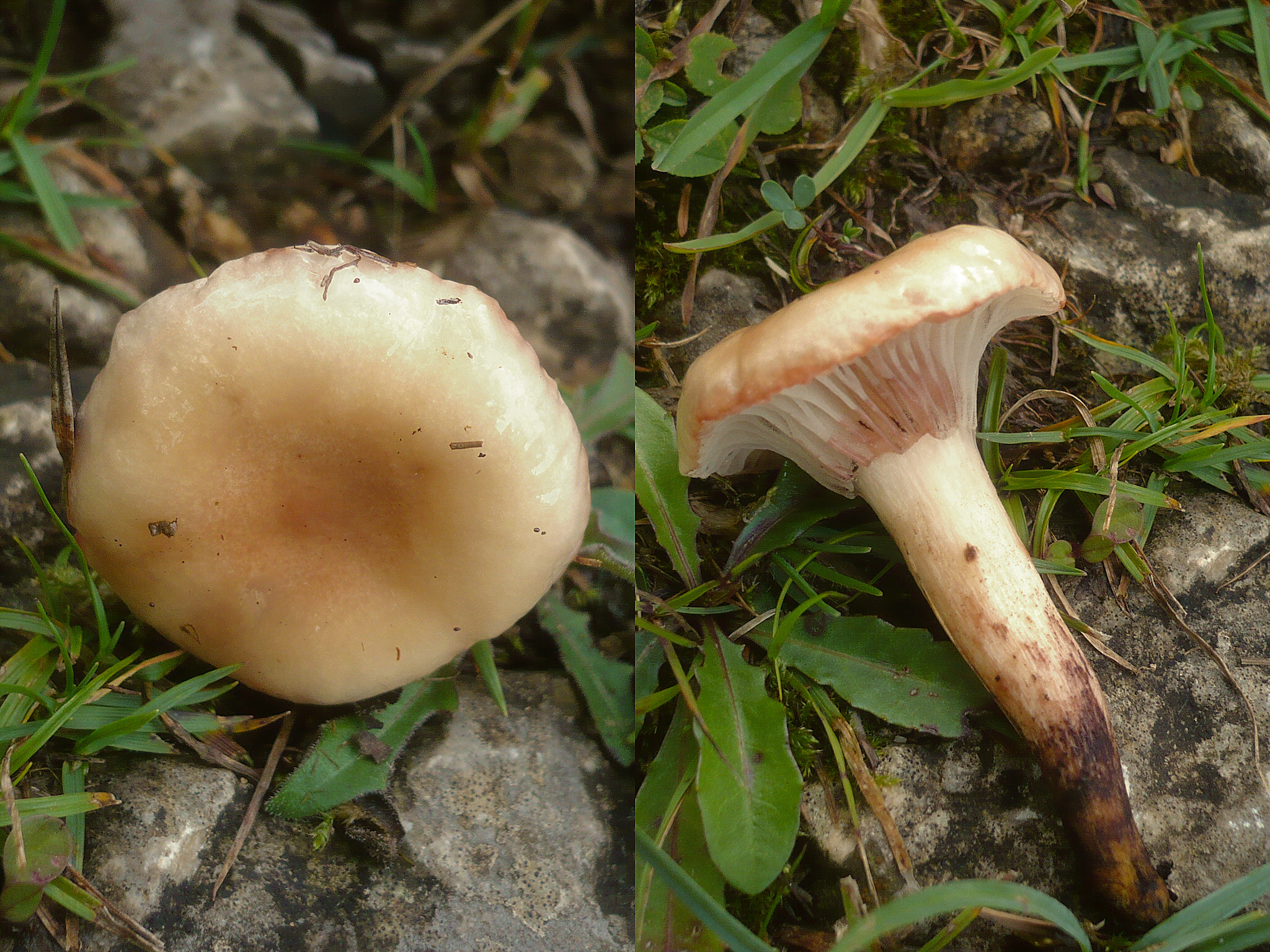
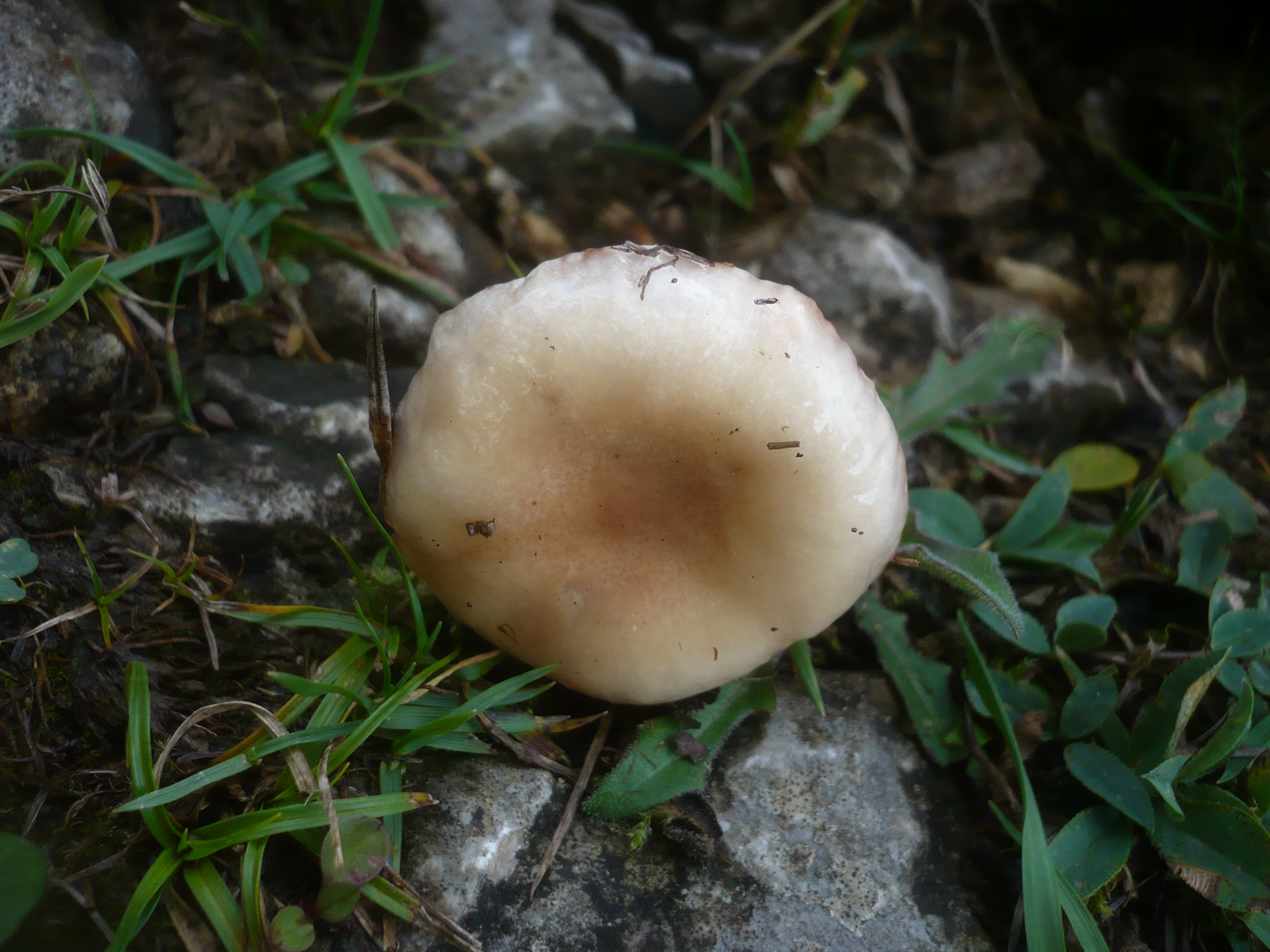